# اریک شورانوف
اریک ایهورویچ شورانوف (اوکراینی: Ерік Ігорович Шуранов ; متولد ۲۲ فوریه ۲۰۰۲) بازیکن فوتبال آلمانی-اوکراینی است که به عنوان مهاجم وسط در بوندس‌لیگا ۲ و باشگاه نورنبرگ بازی می‌کند. شورانوف ملی‌پوش سابق جوانان اوکراین است که هم‌اکنون برای تیم ملی زیر ۲۱ سال آلمان بازی می‌کند.

## دوران باشگاهی
شورانوف اولین بازی حرفه‌ای خود را برای باشگاه نورنبرگ در تاریخ ۱۳ دسامبر ۲۰۲۰ در بوندس‌لیگا ۲ انجام داد. او در دقیقه ۸۰ به عنوان یک بازیکن تعویضی، جایگزین فلیکس لوکمپر شد و برابر وورتسبورگ کیکرز بازی کرد؛ بازی خانگی که با نتیجه ۲–۱ به سود نورنبرگ به پایان رسید.